# Lovisa Lesse
Anna Vendela Lovisa Lesse, född 8 maj 1967 i Norrköpings Sankt Johannes församling i Östergötlands län, är en svensk tecknare, scenograf och designer.
Lovisa Lesse har studerat vid Stockholms universitet och Linköpings universitet. Hon har som designer arbetat med tecknad film hos animationsstudion Happy Life under åtta års tid, med olika TV-produktioner som Da Möb och De tre vännerna och Jerry. Numera är hon illustratör och har som sådan arbetat med ett större antal böcker, däribland läromedel, pysselböcker. Hon har även illustrerat flera av Suneböckerna, något som tidigare sköttes av Sören Olsson. Hon har ritat scenografi och figurer till modellteaterföreställningar som turnerat runt i Sverige och Europa.